# Cultura Tirinto
A cultura Tirinto Desenvolveu-se entre 2200/2150 - 2050/2000 a.C. e sua distribuição total inclui: Argólida, Acaia, Arcádia, Élida (a norte do Peloponeso), Beócia, Fócida, Lócrida, Eubeia (ao sul da Tessália) e as ilhas jônicas (Ítaca e possivelmente Lêucade).
A cultura Tirinto parece ser o resultado de um processo de "fusão cultural" entre as culturas Korakou e Lefkandi I, uma vez que, parece ter sido alcançada através da violência (por exemplo, sítios na Argólida), mas que decorreu de forma pacífica em outros lugares (por exemplo, sítios da Grécia central).
A cerâmica da cultura Tirinto é divida em duas classes de padrões de cerâmica pintada: Cerâmica Decorada: ornamentos são geométricos e quase exclusivamente retilíneos, apresentando uma preferência por traços finos, traços cruzados, e motivos de franjas, especialmente triângulos; Cerâmica Ayia Marina: ornamentos e formas são similares e, ao mesmo tempo, um pouco diferente, das características da Cerâmica Decorada. A tinta escura de ambas as cerâmicas é moderadamente brilhante e parece ser descendente da pintura Urfirnis. As formas principais eram canecas de duas alças, copos com alça manejada, tigelas Bass (alças manipuladas), grandes potes e ascos Jarros e píxides esféricos e pescoço cilíndrico são peculiares da Cerâmica Decorada, assim como os copos cilíndricos distintivos conhecidos como copos ouzo, que geralmente são decorados apenas com bandas ao invés de padrões geométricos.
As formas menores (xícaras, tigelas Bass e canecas) são posteriormente polidas, na medida em que as formas maiores (grandes bacias, potes de água, jarros e ascos) não são e a pintura destas levou-as a receberem a classificação de Cerâmica Besuntada. Outra classe distinta consiste em finos vasos cinza polidos, quase invariavelmente cântaros, tigelas Bass e canecas. Esta cerâmica foi produzida em rodas, na medida em que quase todo o resto da cerâmica desse período é artesanal. A cerâmica de cozinha do período é distinta, muitas vezes sendo decorada com projeções de botões na aba ou no ponto do corpo com máximo diâmetro. Estas características formaram para este tipo de cerâmica a alcunha de Cerâmica Saliente.
O sítio com melhor preservação da arquitetura desta cultura é o sítio de Lerna. As casas de Lerna são absidais, mas, ocasionalmente retangulares. Geralmente são unidades de dois ou três quartos com ruelas estreitas correndo entre eles, com uma entrada axial localizada no lado mais curto e, normalmente, com um alpendre raso em frente a esta entrada. Os mais antigos edifícios de Lerna IV são grosseiramente construídos de pau a pique colocado sobre um quadro de madeira, mas depois estas casas foram construídas de tijolos sobre um pedestal de escombros de pedra. Em alguns lugares, até sete níveis de construção são estratificados, um sobre o outro dentro de Lerna. Estes edifícios, embora ocasionalmente muito grandes (12 x 7 metros), geralmente são frágeis e devem ter tido uma curta vida útil. Há um grande número de botros (tanques rituais de forma circular ou retangular), a maioria deles, evidentemente, servindo como valas de lixo, apesar de muitos poderem ter sido utilizados para fins de armazenamento. As cidades V e VI em Kolonna foram os únicos sítios fortificados da cultura Tirinto.
Em Lerna, nove sepultamentos infantis foram encontrados dentro do assentamento (sete em covas simples, um em uma jarra, e um em que pode ter sido uma cista mal construída). Não houve bens em nenhum dos túmulos. Os adultos devem ter sido enterrados em cemitérios murados, no entanto, não há evidências de inumações de pessoas adultas. Em Olímpia, três crianças foram encontradas individualmente enterradas em pitos com a tampa de seus túmulos constituída por lajes de pedra. Esses túmulos foram localizados dentro do assentamento, e dois destes possuíam potes como bens.
As ferramentas de pedra distintivas do período incluem machados-martelo furados e as chamadas "setas-endireitadas" Ferramentas de pedra eram utilizadas na fabricação de instrumentos de osso, que são mais comuns. Em Lerna a importação de lâminas de sílex, assim como de obsidiana para manufatura de ferramentas declinou acentuadamente o que fez com que Lerna se tornasse mais auto-suficiente. Isso pode ser evidência de um gradual declínio do comércio de pedras ou então uma parada repentina.
Um punhal, um prego e um alfinete de metal e um molde de pedra para um punhal vêm de Lerna IV. Um tesouro composto por um machado martelo, dois machados planos, dois cinzéis e dois furadores vem de Tebas, enquanto que uma faca é conhecida a partir de Eutresis. Da cidade IV em Colona foi encontrado um forno complexamente construído, possivelmente utilizado para fundição de minérios para a obtenção de cobre ou para processamento de sucata. Na Ática há evidências de práticas mineradoras. Em Lerna novos tipos de estatuetas de formato cônico e "âncoras" foram encontrados.